# 北全州駅
北全州駅（プクチョンジュえき）は、大韓民国全北特別自治道全州市徳津区にある韓国鉄道公社（KORAIL）北全州線の駅である。

## 歴史
- 1968年9月1日：甘水駅として開業[1]。
- 1981年5月25日：現駅名に改称。
- 2015年7月20日：無配置簡易駅に降格[2]。

## 隣の駅
韓国鉄道公社
北全州線（貨物線）
東山駅 - 北全州駅